# 153078 Giovale
153078 Giovale è un asteroide della fascia principale. Scoperto nel 2000, presenta un'orbita caratterizzata da un semiasse maggiore pari a 2,5451570 UA e da un'eccentricità di 0,1207273, inclinata di 6,62787° rispetto all'eclittica.